# 昭嗣堂
31°27′16″N 120°26′52″E / 31.45451°N 120.44782°E
昭嗣堂，又名香楠厅，位于江苏无锡硕放街道。本为明朝官员曹察的宅第。清乾隆年间，曹氏后人改建为家祠。昭嗣堂是目前江苏省保存最为完整，历史最为悠久的明代楠木建筑。现为全国重点文物保护单位。

## 历史沿革
曹察，无锡硕放人，嘉靖七年（1528年）中进士，曾任福建汀州府知府。他在家乡建造自宅，名“香楠厅”，其规格之高，做工之精细，布局之讲究，可谓一时江南宅第之最。清乾隆十三年（1748年），曹氏后人将宅改为家祠，名“昭嗣堂”。 

## 建筑
昭嗣堂面阔五间，硬山顶，进深十一架，全部采用最上等金丝楠木建成。